# NEC PC-98

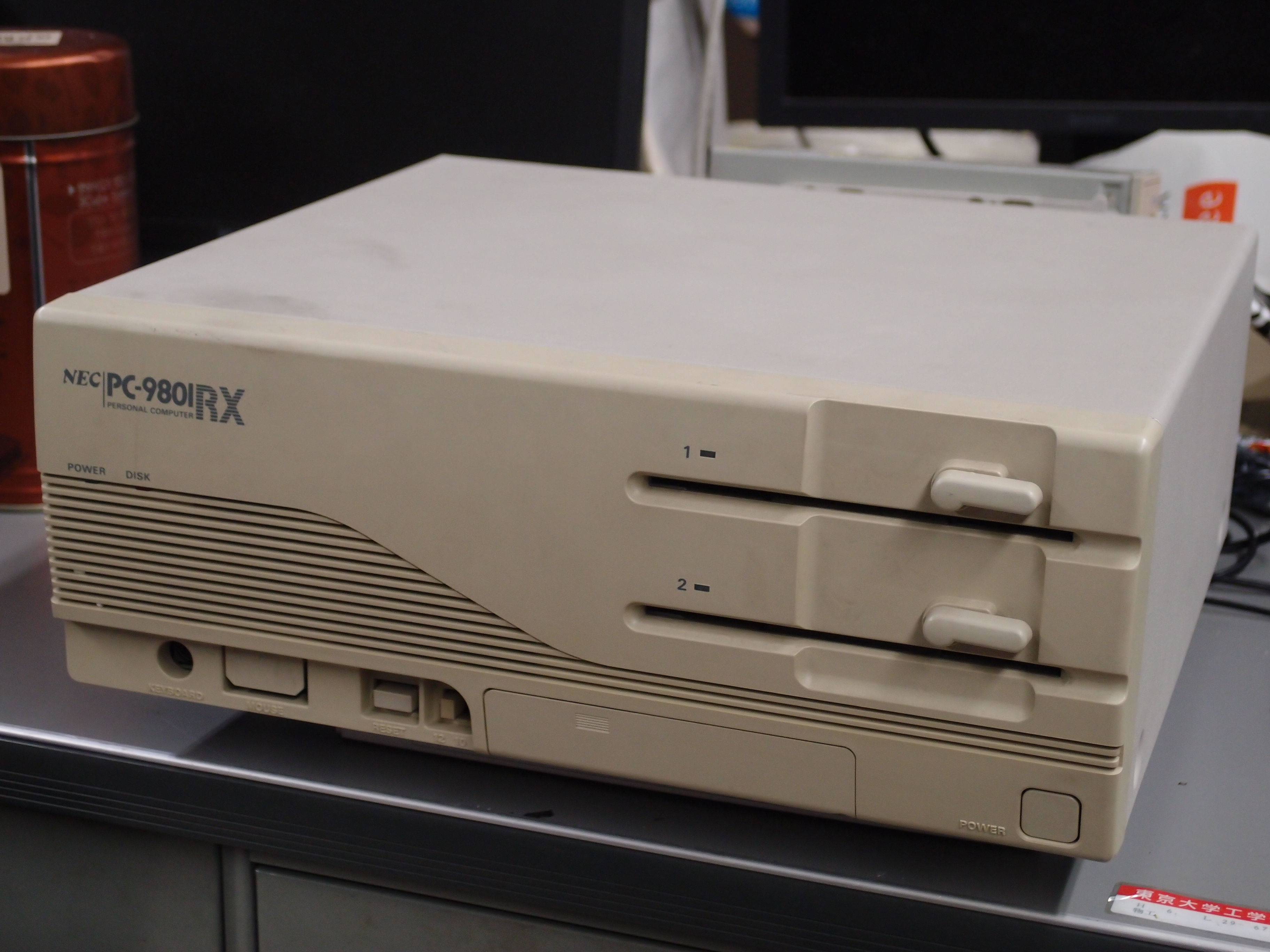
NEC PC-9801RX met Intel 80286

NEC PC-98 was een Japanse reeks van microcomputers ontwikkeld door NEC. Het eerste systeem, PC-9801, kwam uit in 1982 en was een 16-bit-systeem. Later verschenen er nog 32-bit-systemen. NEC domineerde de Japanse markt van personal computers en verkocht naar schatting meer dan 18 miljoen toestellen.

## Geschiedenis

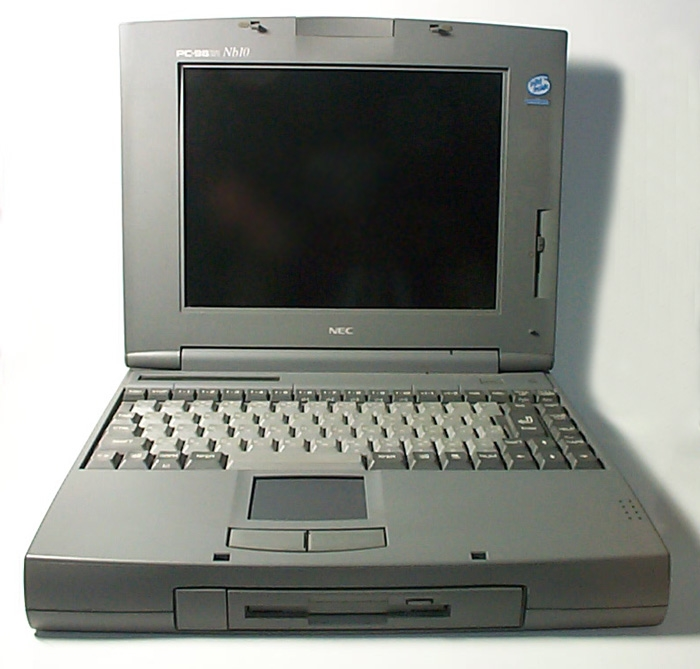
NEC PC-9821 NB10 laptop

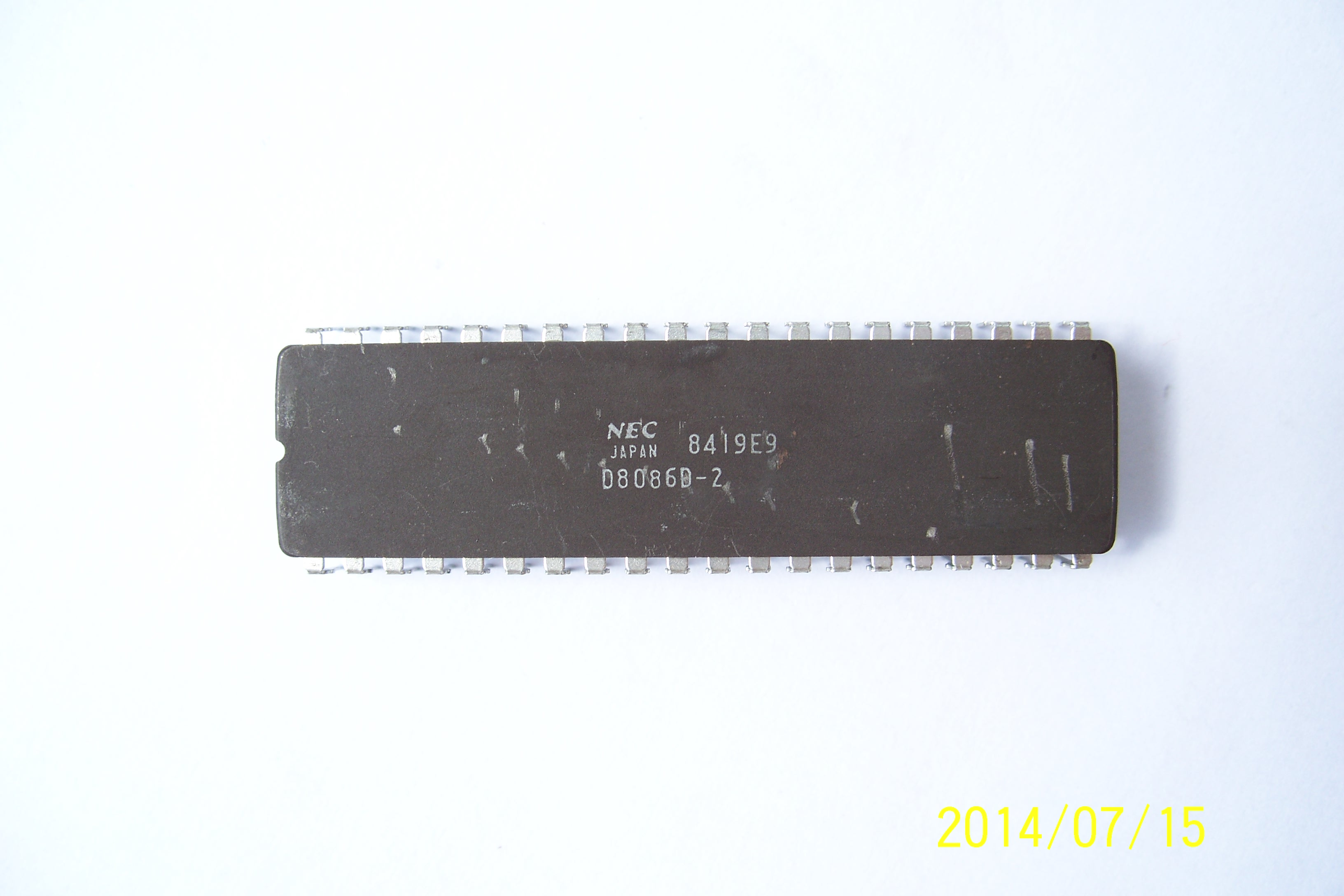
NEC uPD8086D-2 (8 MHz), een Intel D8086-2 kloon

Het eerste toestel uit de reeks kwam in 1982 op de markt en werkte met een Intel 8086 processor (CPU) met een kloksnelheid van 5 MHz. De machine had een videokaart van het model µPD7220 die twee modi ondersteunde: een tekstmodus en een grafische modus. De machine kwam standaard met 128 kB RAM-geheugen wat men kon uitbreiden tot een maximaal van 640 kB. Er konden 8 kleuren worden getoond op een resolutie van 640×400 pixels. In 1983 bracht NEC de PC-9801E uit: een 8086-2 CPU die men op 5 of 8 MHz kon draaien. NEC PC-9801VM gebruikte een NEC V30 CPU.
Het laatste PC98-model was de op Celeron-gebaseerde PC-9821Ra43 (kloksnelheid 433 MHz, met een 440FX chipsetmoederbord uit 1998).

## Hardware
PC-98 wijkt sterk af van een traditionele IBM PC: het gebruikt zijn eigen 16 bit C-bus in plaats van de ISA-bus, een eigen BIOS, andere I/O port adressering, geheugenbeheer, videokaarten, … Microsoft bracht wel speciale versies uit van MS-DOS en Windows voor de PC-9801.

## Kloon
Seiko Epson ontwikkelde een kloon die compatibel is met PC-9801.

## Software

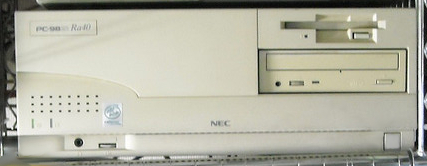
NEC PC-9821 Ra40

Software werd meestal ingeladen vanaf diskettes. Omdat de NEC grafisch gezien minderwaardig was ten opzichte van een standaard IBM PC, ging NEC een samenwerking aan met Microsoft om een NEC-versie van Windows 95 te laten ontwikkelen. 

## Ondergang PC-98
In 1990 begon de terugval van PC-98 nadat IBM Japan DOS/V uitbracht: dit besturingssysteem kon Japanse tekst tonen op een standaard IBM PC/AT met een VGA–kaart. Verder kunnen NEC-klonen enkel onder licentie worden gemaakt zoals Seiko Epson deed. Computerbouwers konden echter zonder al te veel problemen IBM PC-compatibele toestellen maken door enkel een eigen BIOS te schrijven. Bedrijven zoals Hitachi en Panasonic brachten op de Japanse markt IBM compatibele systemen met DOS/V aan met een lagere prijs dan een NEC-toestel. 
Vanaf 1995 daalde de verkoop nog verder: NEC ging een samenwerking aan met Microsoft om een PC-98 versie van Windows 95 te ontwikkelen. Hierdoor kon men elke Windows 95-software ook op een NEC-machine draaien. Bijgevolg had de gebruiker niet langer specifiek een NEC-toestel nodig om zijn Windows-software te gebruiken en had hij nog een reden meer om over te schakelen op de goedkopere IBM kloon.

## Modellen
Onvolledige lijst van PC-98 modellen:
| Model          | CPU                | Jaar | Hardware                                                                         | Opmerkingen |
| -------------- | ------------------ | ---- | -------------------------------------------------------------------------------- | --- |
| PC-9801        | 8086 5 MHz         | 1982 | RAM 128kB, 6x C-bus-sleuf                                                        | 640×400 8 kleuren, 2 externe (optionele) diskettestations 8”                                                                    |
| PC-9801E       | 8086-2 5/8 MHz     | 1983 | 2 externe (optionele) diskettestations 8”                                        | |
| PC-9801F       | 8086-2 5/8 MHz     | 1983 | modellen F1 en F2 met 128kB RAM, model F3 met 256kB RAM en harde schijf van 10MB | Intern disekttestation 5” 2DD (640/720 kB)                                                                                      |
| PC-9801M       | 8086-2 5/8 MHz     | 1984 |                                                                                  | M1: 2 interne diskettestations 5" 2HD (1/1,2 MB); M2: 1 intern diskettestation en harde schijf van 20MB                         |
| PC-9801VF      | NEC V30 8 MHz      | 1985 | RAM 256kB                                                                        | twee interne diskettestations 5" 2DD resolutie 640×400 met 8 of 16 gelijktijdige kleuren uit een palet van 4096                 |
| PC-9801VM      | NEC V30 10 MHz     | 1985 | RAM 384kB                                                                        | twee interne diskettestations 5" floppy-disk 2HD/2DD resolutie 640×400 met 8 of 16 gelijktijdige kleuren uit een palet van 4096 |
| PC-9801VX      | Intel 80286 10 MHz | 1986 | RAM 1MB                                                                          | resolutie 640×400 met 16 gelijktijdige kleuren uit een palet van 4096                                                           |
| PC-9801U       | NEC V30 8 MHz      | 1985 |                                                                                  | 2 diskettestations 3,5” 2DD |
| PC-9801UV      | NEC V30 10/8 MHz   | 1984 |                                                                                  | 2 diskettestations 3,5” 2HD/2DD                                                                                                 |
| PC-9801UX      | 80286 10 MHz       | 1987 |                                                                                  | 2 diskettestations 3,5” 2HD/2DD                                                                                                 |
| PC-9801RA      | 80386DX 16-20 MHz  | 1988 |                                                                                  | 2 diskettestations 3,5” 2HD/2DD                                                                                                 |
| PC-9801RS      | 80386SX 16-20 MHz  | 1989 |                                                                                  | 2 diskettestations 3,5” 2HD/2DD                                                                                                 |
| PC-9801RX      | 80286 16-20 MHz    | 1989 |                                                                                  | 2 diskettestations 3,5” 2HD/2DD                                                                                                 |
| PC-9801ES      | 80386SX 16-20 MHz  | 1989 | optionele harde schijf van 40MB                                                  | 2 diskettestations 3,5” 2HD/2DD                                                                                                 |
| PC-9801EX      | 80286 16-20 MHz    | 1989 |                                                                                  | 2 diskettestations 3,5” 2HD/2DD                                                                                                 |
| PC-9801DA,DA/U | 80386DX/20 MHz     | 1990 |                                                                                  | keuze uit 3,5” of 5” diskettestation                                                                                            |
| PC-9801DS,DS/U | 80386SX/16 MHz     | 1990 |                                                                                  | keuze uit 3,5” of 5” diskettestation                                                                                            |
| PC-9801DX,DX/U | 80286              | 1991 |                                                                                  | keuze uit 3,5” of 5” diskettestation                                                                                            |
| PC-9801FA,FA/U | 80486SX/16 MHz     | 1992 |                                                                                  | |
| PC-9801FS,FS/U | 80386DX/16 MHz     | 1992 |                                                                                  | |
| PC-9801FX,FX/U | 80386SX/16 MHz     | 1992 |                                                                                  | |
| PC-9821        | Intel 80386SX      | 1992 | RAM 4MB, cd-rom                                                                  | harde schijf 40MB, resolutie 640×480 met 256 kleuren en SCSI-interface                                                          |
| PC-9821Ra43    | Celeron 443 MHz    | 2000 |                                                                                  | Laatste model uit de reeks |